# Nowiny z Konstantynopola
Nowiny z Konstantynopola – druk wydany w 1550 r. uchodzący za najstarszą znaną polskojęzyczną gazetę ulotną.
Dokument ten nie zachował się do czasów współczesnych. Informacje o jego istnieniu przetrwały, gdyż był wymieniony w pośmiertnym inwentarzu zbiorów księgarza lwowskiego Piotra Poznańczyka z 1559 r. Prawdopodobnie treść Nowin dotyczyła konfliktu świata chrześcijańskiego ze światem muzułmańskim. Niektórzy badacze ze względu na szczątkową ilość informacji na temat tego dokumentu kwestionują zasadność klasyfikowania go jako gazety ulotnej.